# Piège à phéromone

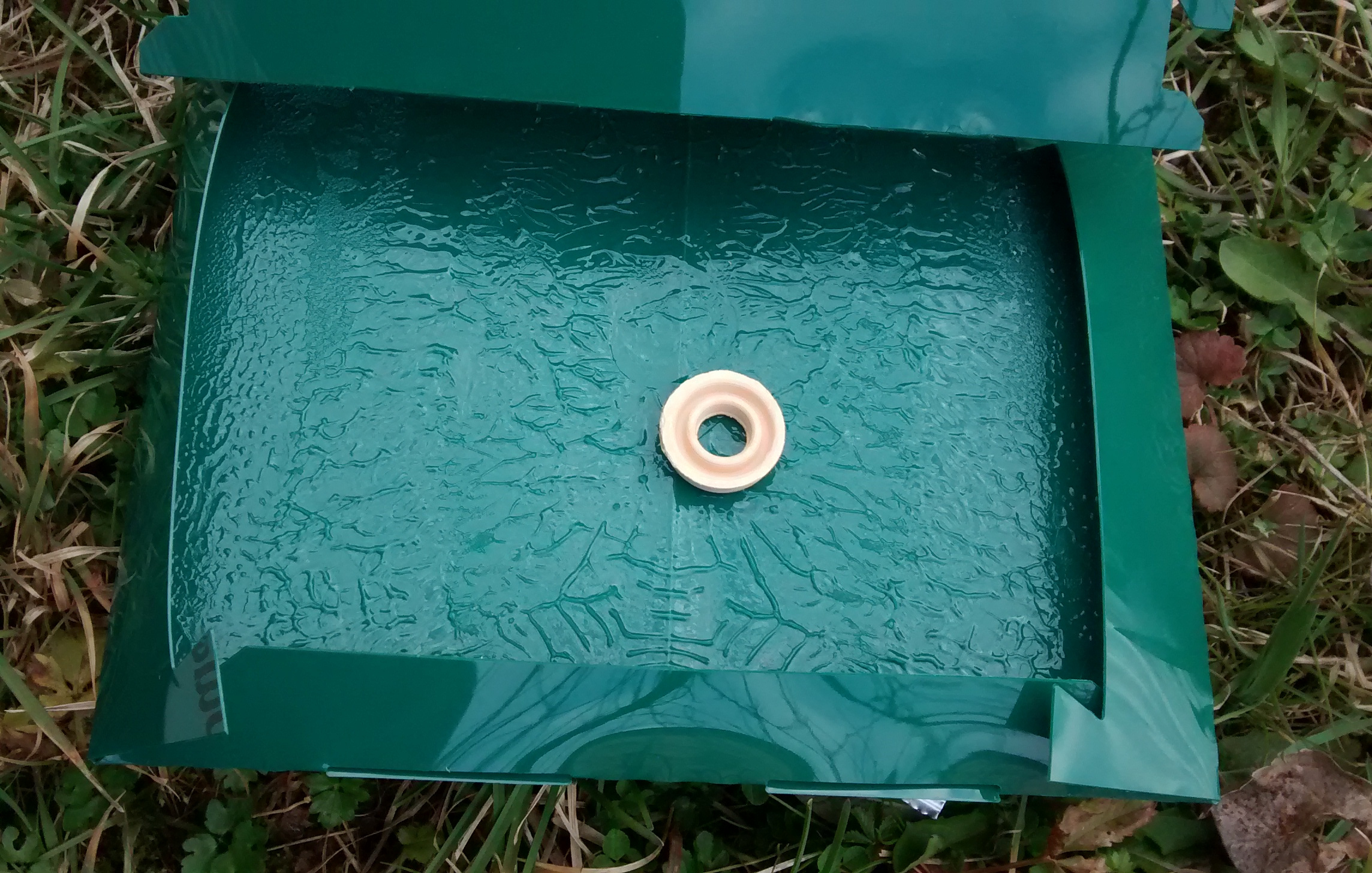
Piège à phéromones de carpocapse.

Un piège à phéromone contient un appât chargé d'hormones sexuelles odorantes destiné à attirer les insectes.

## Principe
Lors de la phase de reproduction, les insectes émettent des phéromones pour se signaler aux individus de l'autre sexe. Cette pratique est utilisée par les viticulteurs et arboriculteurs pour piéger les insectes ravageurs de leur culture.
Une boite contient une phéromone, femelle par exemple, elle est enduite de glu. Les individus mâles viennent s'y coller. Son usage peut servir à empêcher la reproduction, donc gêner la succession des générations de ravageurs. Dans le cadre de l'agriculture raisonnée, ces pièges sont aussi utilisés pour compter les prises. Au delà d'un certain seuil, il donne le signal d'un traitement à l'effet optimal.

## Sources